# Georg Wiczorowski
Georg Wiczorowski (* 23. Januar 1851 in Krampe, Landkreis Grünberg i. Schles.; † nach 1924) war ein deutscher Politiker (SPD).

## Leben
Wiczorowski besuchte die Bürgerschule und das Gymnasium. Im Anschluss absolvierte er eine Bürolehre, die er mit der Gehilfenprüfung abschloss. Danach wurde er als Bürogehilfe, Bürovorsteher und Arbeiter beschäftigt. Nach seinem Militärdienst war er als Buchhändler tätig. Ab 1902 war er Geschäftsführer des Konsumvereins in Staßfurt. Er trat im 19. Jahrhundert in die SPD ein und war von 1899 bis 1908 Vorsitzender der Wahlkreisorganisation der Partei für den Wahlkreis 7 (Magdeburg). Seit August 1910 arbeitete er für die SPD als Parteisekretär in Staßfurt.
Wiczorowski war Zweiter Bürgermeister in Staßfurt und Kreistagsmitglied des Landkreises Calbe. Im Februar 1921 wurde er als Abgeordneter in den Preußischen Landtag gewählt, dem er bis 1924 angehörte. Im Parlament vertrat er den Wahlkreis 10 (Magdeburg).